# Communauté de communes de Millau Grands Causses
La Communauté de communes de Millau Grands Causses, stylisée en Millau Grands Causses COMmunauté de COMmunes, grâce à son logo, est un établissement public de coopération intercommunale français, ayant son champ d’action dans les départements de l'Aveyron et de la Lozère, au sein de la région Occitanie. Le siège social actuel est implanté à cette adresse depuis le 1er janvier 1998.

## Historique
Elle est créée le 27 décembre 1999.
Le 1er janvier 2017, son périmètre est étendu à la commune du Rozier (Lozère).

### Historique du logo

Ancien Logo avant 2021
Nouveau Logo depuis 2021

## Territoire communautaire

### Géographie
Elle se développe autour de Millau, les vallées environnantes du Tarn et de la Dourbie, le Causse Rouge, le Causse Noir  et le Causse du Larzac.

### Composition
La communauté de communes est composée des 15 communes suivantes :

| Nom                        | Code Insee | Gentilé         | Superficie (km2) | Population (dernière pop. légale) | Densité (hab./km2) |
| -------------------------- | ---------- | --------------- | ---------------- | --------------------------------- | ------------------ |
| Millau (siège)             | 12145      | Millavois       | 168,23           | 21 859 (2022)                     | 130                |
| Aguessac                   | 12002      | Nagassols       | 17,64            | 924 (2022)                        | 52                 |
| Compeyre                   | 12070      | Compeyrols      | 10,36            | 526 (2022)                        | 51                 |
| Comprégnac                 | 12072      | Comprégnacois   | 11,09            | 217 (2022)                        | 20                 |
| Creissels                  | 12084      | Creissellois    | 28,19            | 1 564 (2022)                      | 55                 |
| La Cresse                  | 12086      | Cressois        | 19,06            | 323 (2022)                        | 17                 |
| Mostuéjouls                | 12160      | Mostuéjoulains  | 30,95            | 329 (2022)                        | 11                 |
| Paulhe                     | 12178      | Paulhiens       | 4,72             | 365 (2022)                        | 77                 |
| Peyreleau                  | 12180      | Peyrelebens     | 16,14            | 71 (2022)                         | 4,4                |
| Rivière-sur-Tarn           | 12200      | Rivièrois       | 26,08            | 1 045 (2022)                      | 40                 |
| La Roque-Sainte-Marguerite | 12204      | Margueritois    | 49,4             | 178 (2022)                        | 3,6                |
| Le Rozier                  | 48131      | Roziérois       | 2,03             | 128 (2022)                        | 63                 |
| Saint-André-de-Vézines     | 12211      | Saint-Andrésois | 38,97            | 132 (2022)                        | 3,4                |
| Saint-Georges-de-Luzençon  | 12225      | Saint-Georgiens | 47,73            | 1 584 (2022)                      | 33                 |
| Veyreau                    | 12293      | Veyreausois     | 41,09            | 129 (2022)                        | 3,1                |

### Démographie
| 1968   | 1975   | 1982   | 1990   | 1999   | 2010   | 2015   | 2021   |
| ------ | ------ | ------ | ------ | ------ | ------ | ------ | ------ |
| 27 490 | 26 967 | 27 167 | 27 916 | 28 112 | 29 241 | 29 824 | 29 193 |

## Administration

### Siège
Le siège de la communauté de communes est situé à Millau.

### Les élus
À la suite du renouvellement des conseils municipaux, en mars 2020, le conseil communautaire de la communauté de communes de Millau Grands Causses se compose de 44 membres représentant chacune des communes membres et élus pour une durée de six ans.
Ils sont répartis comme suit :
| Nombre de délégués | Communes |
| ------------------ | --- |
| 22                 | Millau |
| 4                  | Creissels, Saint-Georges-de-Luzençon |
| 2                  | Aguessac, Rivière-sur-Tarn |
| 1                  | Compeyre, Comprégnac, La Cresse, Mostuéjouls, Paulhe, Peyreleau, La Roque-Sainte-Marguerite, Le Rozier, Saint-André-de-Vézines, Veyreau |

### Présidence
| Période                                  | Période                         | Identité         | Étiquette | Qualité                                                     |
| ---------------------------------------- | ------------------------------- | ---------------- | --------- | ----------------------------------------------------------- |
| Les données manquantes sont à compléter. |                                 |                  |           |                                                             |
| avril 2014                               | 17 juillet 2020                 | Gérard Prêtre    | LR        | Maire de Saint-Georges-de-Luzençon (2008 → 2020)            |
| 17 juillet 2020                          | En cours (au 11 septembre 2020) | Emmanuelle Gazel | PS        | Conseillère régionale d'Occitanie Maire de Millau (2020 → ) |

### Régime fiscal et budget
Le régime fiscal de la communauté de communes est la fiscalité professionnelle unique (FPU).